# Кокада
Кокада — традиционные кокосовые конфеты и сладости, распространённые практически повсеместно в Латинской Америке: испаноязычных странах и Бразилии. 

## Описание
Основным ингредиентом кокад является кокосовая стружка, которую, чаще всего, смешивают с яйцом. Кокады запекают в духовке, но подают холодными, как конфеты. Существует множество вариантов кокад, которые сильно различаются между собой: по текстуре — от очень твёрдых, напоминающих козинак или грильяж, до мягких и рассыпчатых; а также по цвету и по вкусу, что достигается добавлением пищевых красителей, ароматизаторов и других фруктов, чаще всего сушёных.
Хотя время и место возникновения кокады точно неизвестны, это достаточно старинные конфеты. В Перу, например, они упоминаются уже в 1878 году, но фактически существовали и раньше.

## Региональные разновидности
В Колумбии и Мексике кокады («conserva de coco») продаются не только в магазинах, но и разносчиками на улицах и на пляжах. В Уругвае местные «coquitos» обычно продаются в кафе и пекарнях, и имеют деликатесные разновидности, например, с вишней и вишнёвой глазурью. В Бразилии кокаду тоже часто продают на улицах.
Одним из вариантов кокады в Бразилии является «горелая кокада» (порт. Cocada preta), приготовленная из карамелизированного коричневого сахара и немного подгоревшего кокоса. Выражение «rei da cocada preta» («король горелой кокады») используется в Бразилии для обозначения высокомерного человека с неоправданно высоким самомнением.
В некоторых странах Латинской Америки словом «кокада» также может называться прохладительный напиток из кокоса.

## Галерея

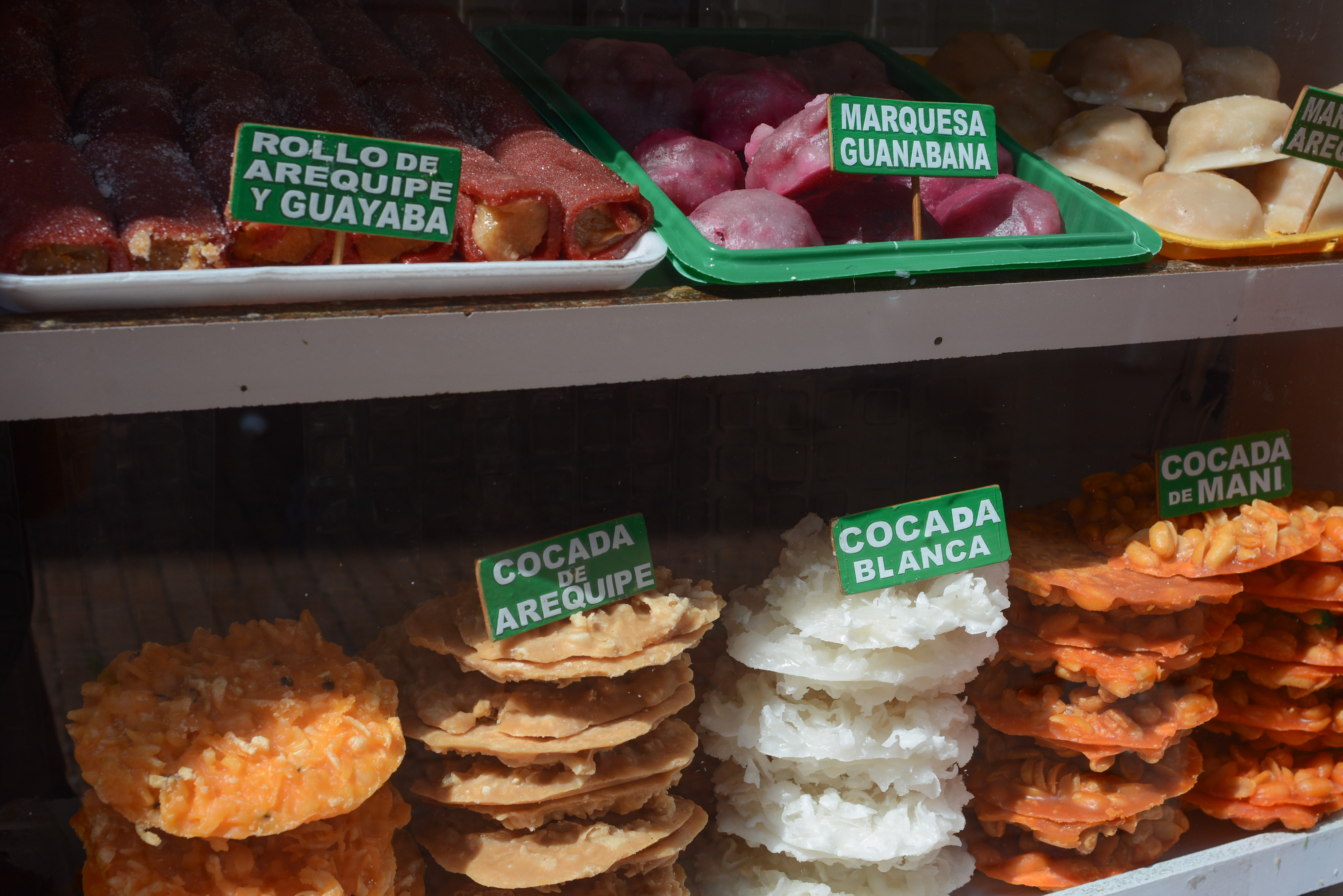
На прилавке со сладостями в Колумбии (нижний ряд).
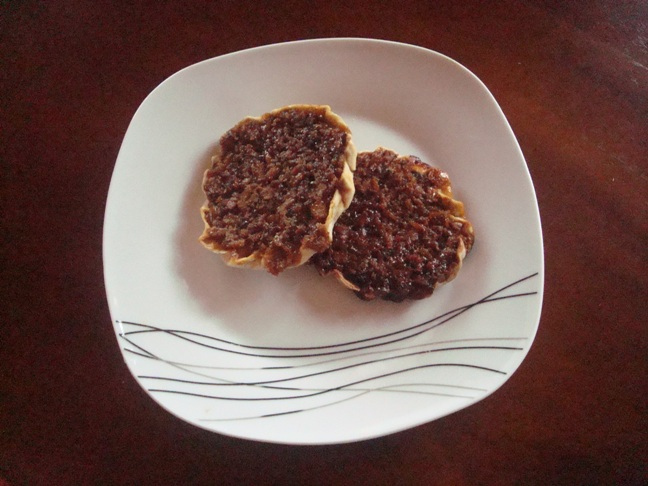
Вариант из Коста-Рики.
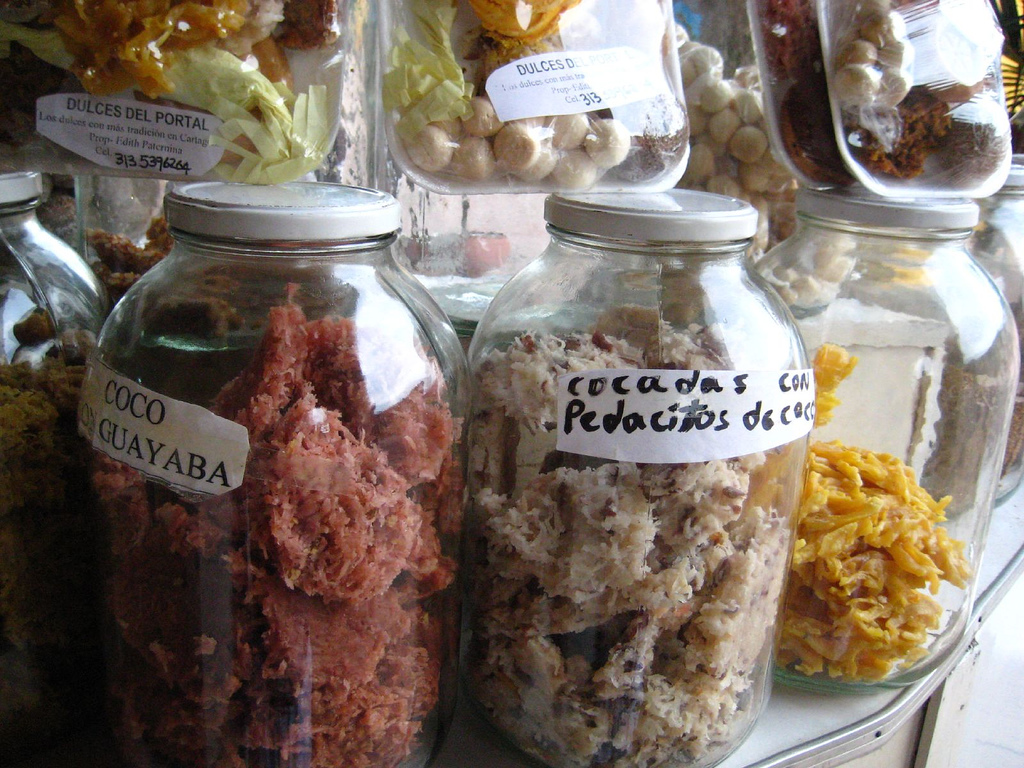
Колумбийские кокады с гуавой и другими вкусовыми добавками.
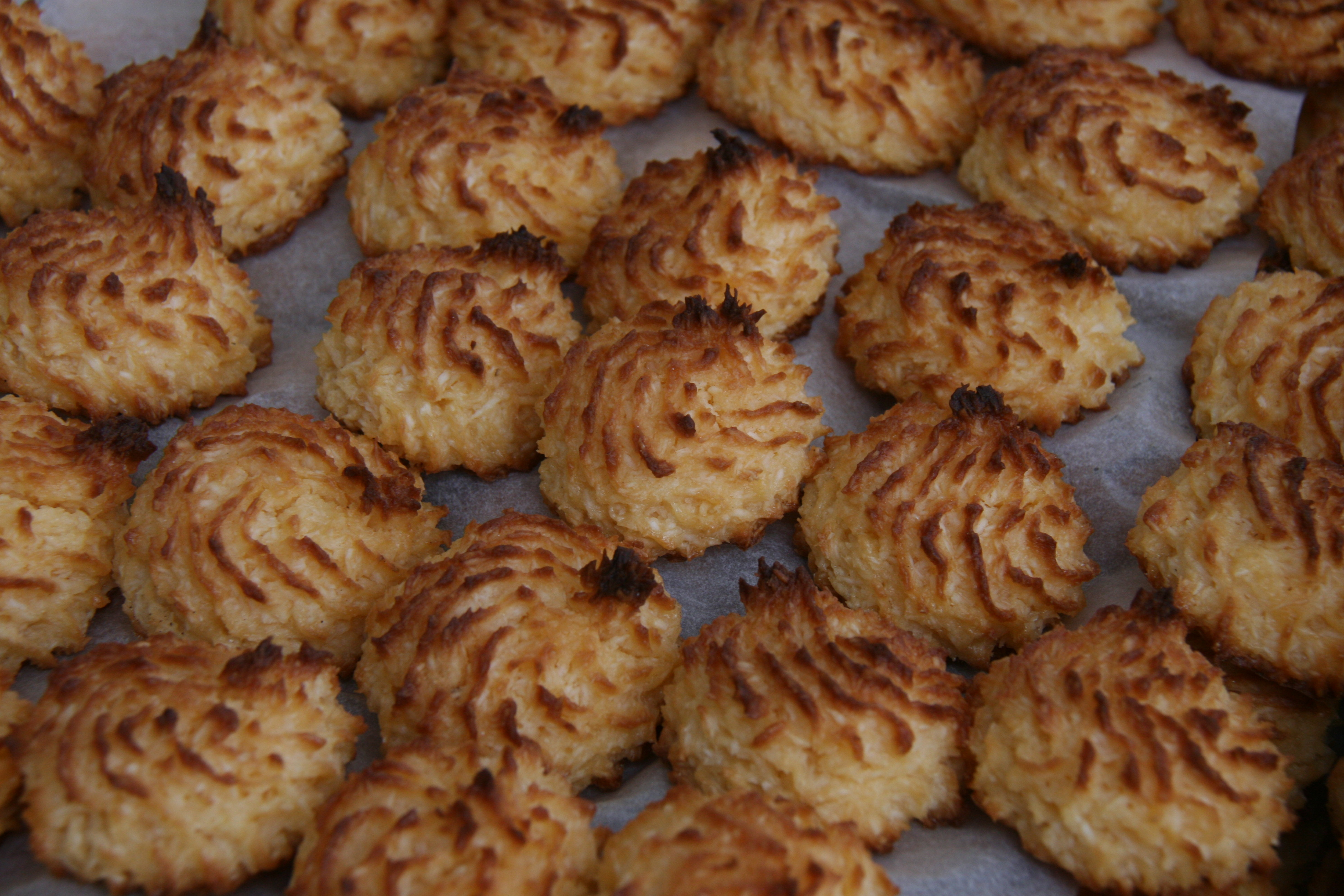
Мягкие коричневатые кокады.
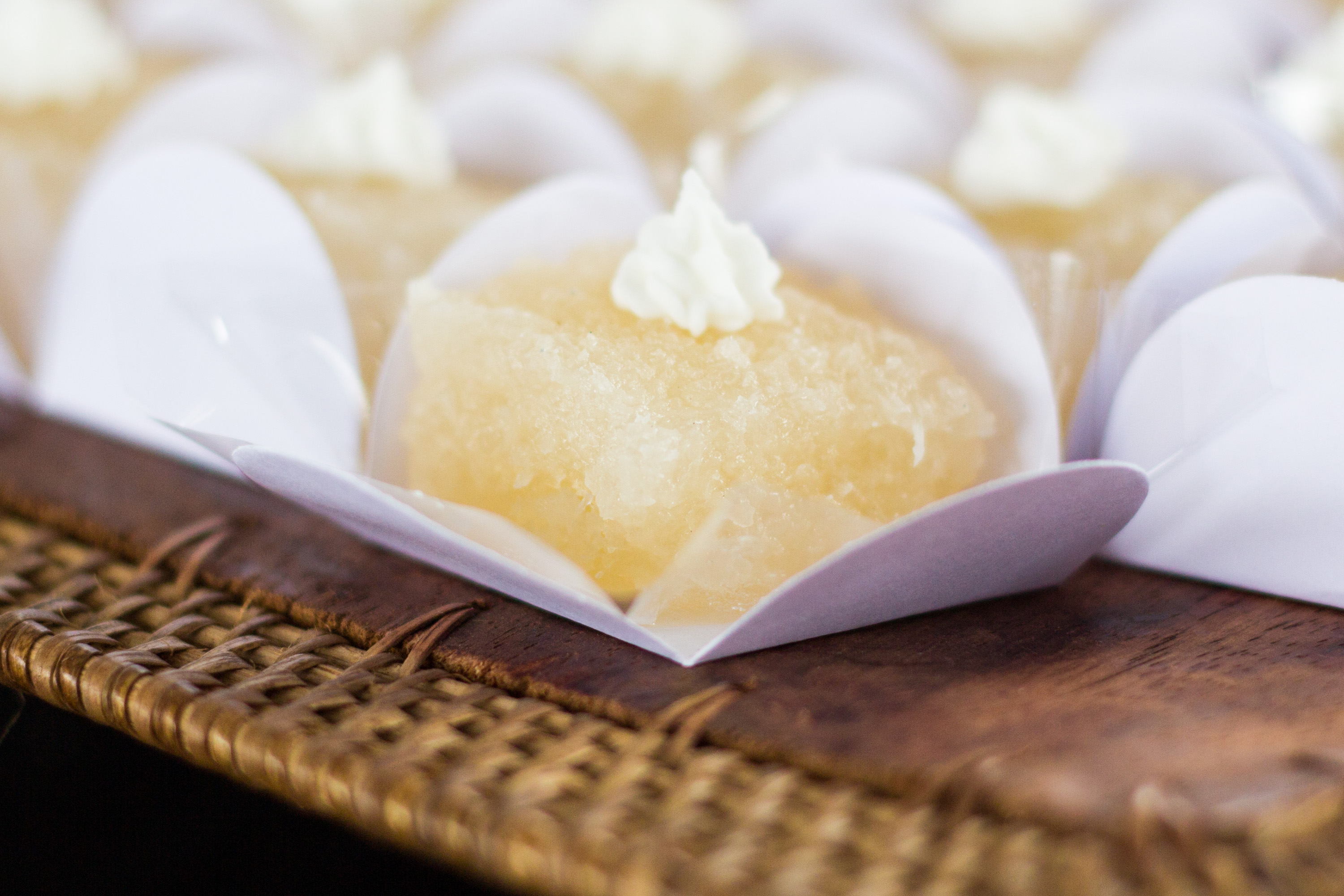
Бразильская кокада.
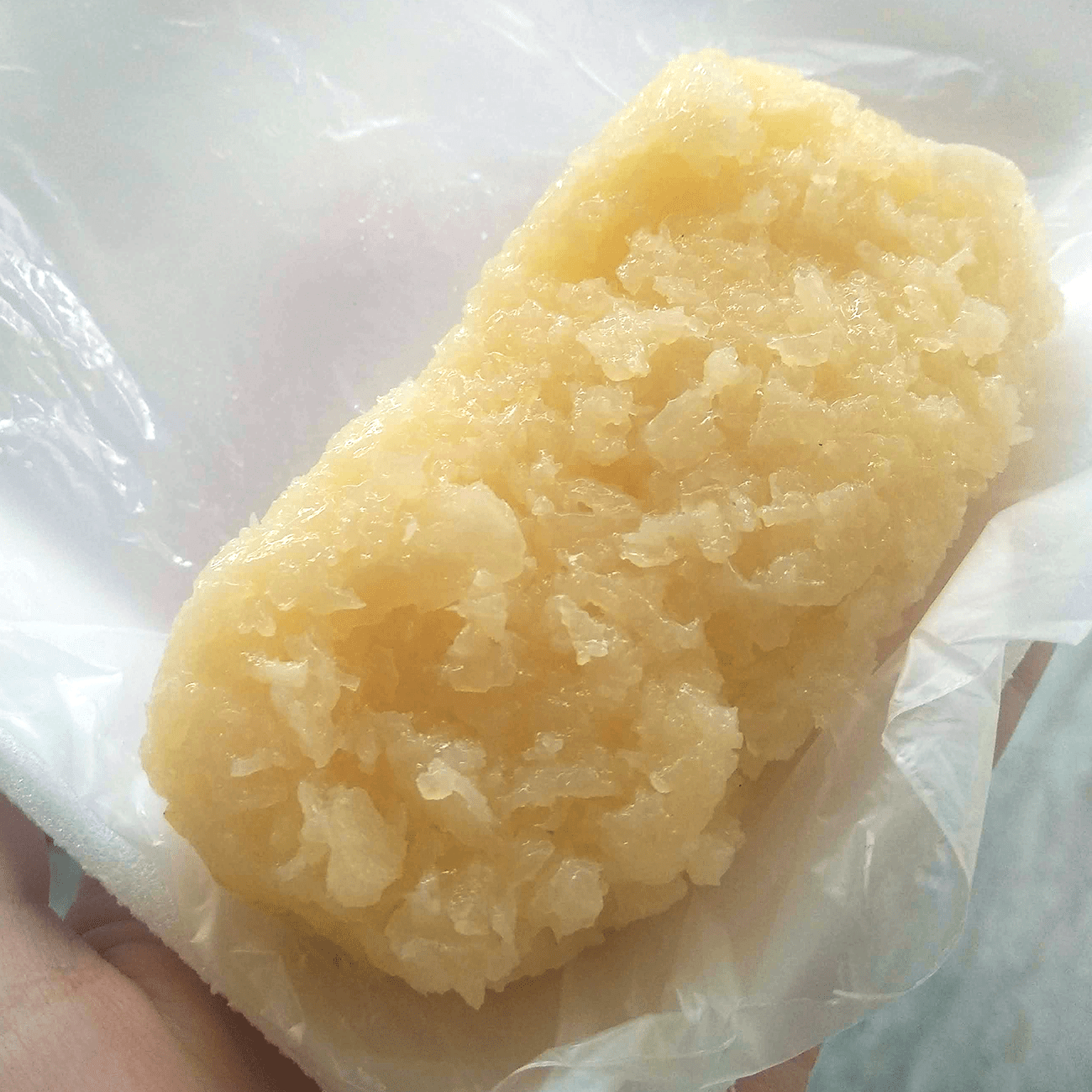
Бразильская кокада. Другой вариант.